# Zuazo de San Millán
Zuazo de San Millán (oficialmente Zuazo de San Millán/Zuhatzu Donemiliaga)  es un concejo del municipio de San Millán, en la provincia de Álava, País Vasco (España).

## Toponimia
El lugar ha sido conocido como «Zuazo de Salvatierra» y «Zuazo de San Millán».

## Despoblados
Forma parte del concejo una fracción del despoblado de:
- Helkeguren.[3]

Forma parte del concejo el despoblado de:
- Irossona.[4]

## Historia
Hacia mediados del siglo XIX, el lugar, ya por entonces perteneciente a San Millán, tenía contabilizada una población de 105 habitantes. Aparece descrito en el decimosexto y último volumen del Diccionario geográfico-estadístico-histórico de España y sus posesiones de Ultramar de Pascual Madoz con las siguientes palabras:

ZUAZO DE SALVATIERRA: l. del ayunt. de San Millan, en la prov. de Alava (á Vitoria 4 leg.), part. jud. de Salvatierra (1/2), aud. terr. de Búrgos, c. g. de las Provincias Vascongadas, dióc. de Calahorra (16). sit. en la márg. del r. Zadorra, con clima frio y húmedo. Tiene 26 casas; escuela dotada con 14 fan. de trigo; una parr. (San Millan) servida por un beneficiado de racion entera y otro de media; cementerio contiguo á la igl.; y una ermita (Sto. Toribio). El térm. confina N. Narbaja y Luzuriaga; E. Ordoñana y Mezquia; S. Salvatierra, y O. Heredia. El terreno es de regular calidad; le baña el citado r., y hay monte con arbolado y pastos. caminos: locales. El correo se recibe de la cap. del part. prod.: trigo y maiz; cria ganado de todas clases; caza de perdices y codornices; pesca de barbos y anguilas. ind.: un molino harinero. pobl.: 21 vec., 105 alm. riqueza y contr. con su ayunt. (V. San Millan).
(Madoz, 1850, p. 673)

En 2022, tenía empadronados cincuenta habitantes.

## Demografía
| Gráfica de evolución demográfica de Zuazo de San Millán entre 2000 y 2017 |
|                                                                           |
| Población de derecho según los censos de población del INE.               |

## Patrimonio
Hay en el concejo una iglesia de San Millán.